# Trinitapoli
Trinitapoli é uma comuna italiana da região da Puglia, província de Barletta-Andria-Trani, com cerca de 14.448 habitantes. Estende-se por uma área de 147 km², tendo uma densidade populacional de 98 hab/km². Faz fronteira com Barletta (BA), Cerignola, Margherita di Savoia, San Ferdinando di Puglia, Zapponeta.

## Demografia
| Variação demográfica do município entre 1861 e 2011                               |
|                                                                                   |
| Fonte: Istituto Nazionale di Statistica (ISTAT) - Elaboração gráfica da Wikipedia |